# Гейропа
Гейропа (словозлиття від «гей» + «Європа») — поняття, що використовується в Інтернеті і популярній політичній дискусії в Росії. Спочатку це був термін, що позначав «Європа як місце проживання геїв», але пізніше він перетворився на концепцію Європи, яка «вироджується», і Росії як зберігача традиційних цінностей.

## Історія
На початку 2000-х відносини Росії і Євросоюзу були відзначені оптимізмом, але після серії кольорових революцій на пострадянському просторі відбулося погіршення відносин. На думку політолога Ендрю Фоксола, це почалося до кінця другого терміну Володимира Путіна (2004—2008) і значно посилилося під час його третього терміну (2012—2018). У 2010-х роках посилилося відчуття зіткнення цивілізацій, одним з пунктів якого було поширення в Росії свободи гомосексуальних відносин у західному стилі, що стало символом західного культурного імперіалізму.
Слово «Гейропа» набуло популярності під час політичної кризи в Україні (2013—2014), при цьому воно активно вживалося як в Росії, так і в Україні. Воно зайняло 9 місце в номінації «Антимова» конкурсу «Слово року» за 2014 рік. 2016 року слово увійшло в «Російський етимологічний словник» Олександра Анікіна з позначкою «лайливе вульгарне новоутворення».

## Політична роль
На думку соціолога Тетяни Рябової, Російський антизахідний дискурс представляє Європу яка вироджується, і є одним з аргументів, на користь цього служить нібито має там місце «збочення природних гендерних ролей». Негативне оцінювання Європи покликане служити підтримкою російської національної ідентичності, і при цьому не тільки підвищувати Росію в очах її жителів, а й надавати їй роль «месії», оплот традиційних цінностей, покликаного «врятувати» Європу і весь світ.
Рябова також зазначає, що ідея «Гейропи» бере участь у легітимізації російського політичного устрою, дозволяючи владі позиціонувати себе як хранителів «нормальності» Росії. Тим самим до пропонованого образу російської політичної опозиції як державних «зрадників» в суспільній свідомості приєднуються риси людей з гендерними відхиленнями. Маскулінність і фемінінність представник «креативного класу» розглядаються як збочені, а вироблена ними політична активність — як нелегітимна і негідна прийняття до уваги.
Як пише гендерний соціолог Тамара Марценюк, в Україні «термін є яскравим прикладом того, що в країні зберігається гомофобія» і це іноді використовується навіть у публічних заявах на підтримку гомосексуалів.

## Примітка
1. 1 2  Аникин, 2016, с. 170.
2. 1 2  Foxall, 2017, с. 4.
3. ↑  Hemment, 2015, с. 194.
4. 1 2  Martsenyuk, 2016, с. 50.
5. ↑  «Слово года» — 2014. Архів оригіналу за 27 листопада 2021. Процитовано 27 листопада 2021.
6. 1 2 3  Riabova, 2014, с. 89.
7. 1 2  Riabova, 2014, с. 90.